# Diocese de Linares
A Diocese de Linares (em latim: Dioecesis Linarensis) é uma diocese localizada na cidade de Linares, pertencente a Arquidiocese de Santiago do Chile no Chile. Foi fundada em 18 de outubro de 1925 pelo Papa Pio XI. Com uma população católica de 289.423 habitantes, sendo 81,2% da população total, possui 33 paróquias com dados de 2017.

## História
A Diocese de Linares foi criada em 18 de outubro de 1925 pelo Papa Pio XI através da cisão da então Diocese de Concepción. 

## Lista de bispos
A seguir uma lista de bispos desde a criação da diocese em 1925. 
|        | Nome                               | Período    | Notas                          |
| Bispos | Bispos                             | Bispos     | Bispos                         |
| ------ | ---------------------------------- | ---------- | ------------------------------ |
| 7º     | Tomislav Koljatic Maroevic         | 2003-atual |                                |
| 6º     | Carlos Marcio Camus Larenas        | 1976-2003  |                                |
| 5º     | Augusto Osvaldo Salinas Fuenzalida | 1958-1976  |                                |
| 4º     | Roberto Moreira Martínez           | 1941-1958  |                                |
| 3º     | Francisco Javier Valdivia Pinedo   | 1940-1941  |                                |
| 2º     | Juan Subercaseaux Errázuriz        | 1935-1940  | Nomeado arcebispo de La Serena |
| 1º     | Miguel León Prado                  | 1925-1934  |                                |